# Mary Poppins (Film)

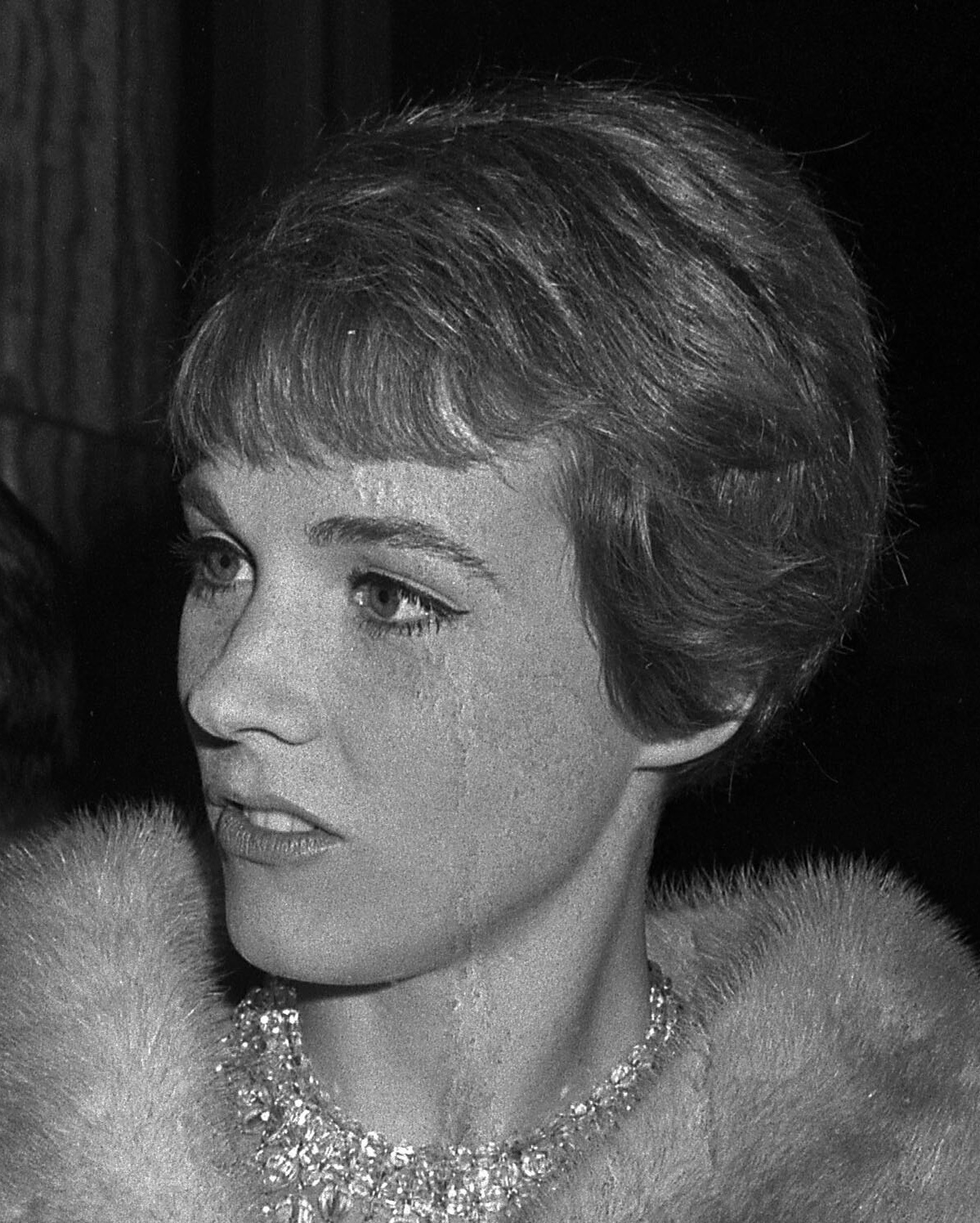
Hauptdarstellerin Julie Andrews

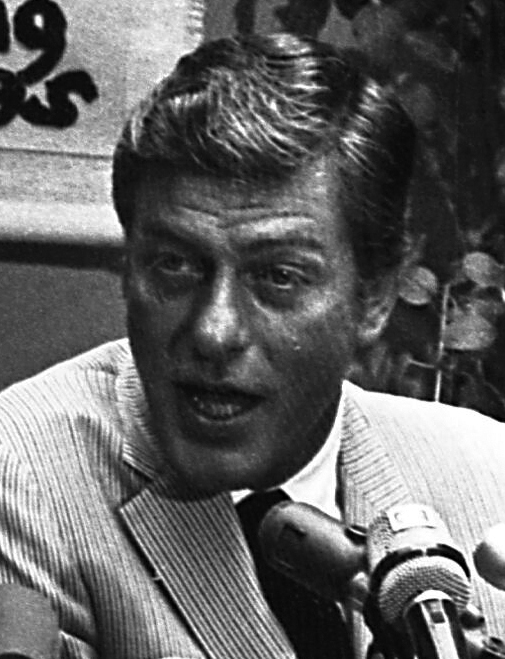
Dick Van Dyke spielte Mary Poppins Freund Bert und Mr. Dawes senior

Mary Poppins ist ein US-amerikanischer Musical-Fantasyfilm aus dem Jahr 1964, der unter der Regie von Robert Stevenson zustande kam. Die Walt-Disney-Produktion basiert in wesentlichen Teilen auf den ersten beiden Mary-Poppins-Romanen von P. L. Travers, ergänzt um Lieder und Musik von Richard M. Sherman und Robert B. Sherman. Die Komponisten-Brüder wurden ebenso mit einem Oscar ausgezeichnet wie Julie Andrews, für die mit der Darstellung der Titelfigur die Weltkarriere begann. Insgesamt wurde der Film 1965 mit fünf Oscars prämiert.

## Handlung
Der Film beginnt mit dem Londoner Straßenkünstler Bert, der den Zuseher zur Adresse Kirschbaumweg Nummer 17 geleitet. Dort wohnen die Banks, eine Familie, die das typische Leben der oberen Mittelschicht in England kurz vor dem Ersten Weltkrieg führt. George Banks ist Bankangestellter, Winifred Banks ist mit der Führung des Haushalts nicht ausgelastet und engagiert sich anderweitig. Anders als die meisten Frauen in dieser Lage verlegt sie sich aber nicht auf Wohltätigkeit, sondern kämpft als Suffragette. Um den Haushalt kümmern sich Dienstboten und um die Kinder Jane und Michael Kindermädchen – allerdings hat die letzte gerade frustriert das Handtuch geworfen, da die Kinder ihr im Park wieder einmal einfach davongelaufen sind.
Ein neues Kindermädchen muss also her. Die Kinder formulieren eine Stellenanzeige, die von Mr. Banks zerrissen und in den Kamin geworfen wird. Von dort findet der Zettel auf wundersame Weise den Weg zu Mary Poppins. Auf die Anzeige von Mr. Banks erscheinen zahlreiche Interessentinnen, als aber das Dienstmädchen diese hereinbitten soll, sind sie alle buchstäblich vom Winde verweht – bis auf Mary Poppins, die mit aufgespanntem Regenschirm vom Himmel geschwebt kommt. Sie hat zum großen Erstaunen von Mr. Banks den Zettel der Kinder in der Hand. Im nun folgenden Vorstellungsgespräch dominiert nicht der potenzielle Arbeitgeber, sondern Mary Poppins. Sie tritt die Stelle an und übernimmt sofort das Kommando über die Kinder.
Schnell wird klar, dass Mary Poppins ganz eigene Erziehungsziele verfolgt. Sie zeigt den Kindern, dass Arbeit Spaß macht, der Kontakt mit Leuten aus der Unterschicht vergnüglich und die Unterstützung Bedürftiger befriedigend sein kann. Es gelingt ihr auch, Mr. Banks zu einem Ausflug zu überreden, durch den die Kinder das Arbeitsleben des Vaters kennenlernen sollen. Dabei will Mr. Dawes senior, der Seniorchef der Bank, Michael dazu überreden, mit seinem gesparten Taschengeld ein Konto zu eröffnen. Dass Michael, auf Anregung von Mary Poppins, einer armen Vogelfrau auf den Stufen der St.-Pauls-Kathedrale etwas zu verdienen geben will, stößt bei den Bankiers auf völliges Unverständnis. Als Michael schreiend die Herausgabe seines ihm zuvor abgenommenen Geldes verlangt, kommt es zu einer Panik in den Kassenräumen und auf der Straße, die in einem Bankansturm endet – alle anwesenden Kunden verlangen die Auszahlung ihrer Konten. Am späten Abend wird Mr. Banks deshalb telefonisch erneut in die Bank zitiert. Ein Gespräch mit Bert lässt ihn jedoch erkennen, dass das Wichtigste in seinem Leben seine Familie ist, sodass er seinen Chefs selbstbewusst und gelassen gegenübertreten kann. Er wird zwar wegen des Verhaltens seines Sohnes fristlos entlassen, bekommt aber schon tags darauf seine Stelle zurück und wird sogar zum Teilhaber befördert.
Am nächsten Morgen packt Mary Poppins ihre Sachen. Ihre Aufgabe ist erledigt, sie hat die Familie zu einem harmonischen Zusammenleben gebracht.

## Unterschiede zur Romanvorlage
Das Buch von Travers erschien 1934 und spielt auch in dieser Zeit. Die Handlung wurde für den Film ins Jahr 1910 verlegt. Im Roman ist Mary Poppins eine eitle und schnippische Frau, die keine andere Meinung als ihre eigene zulässt; im Film tritt sie deutlich freundlicher auf. Vor allem aber hat sie im Roman keine Mission zur Familienzusammenführung zu vollbringen; sie kommt und geht, wann es ihr gefällt. Die Charaktere von Jane und Michael blieben im Wesentlichen erhalten; ihre kleinen Geschwister, die erst wenige Monate alten Zwillinge Barbara und John, kommen im Film gar nicht vor.
Die Eltern sind im Buch nur Nebenfiguren und nicht näher charakterisiert. Der Charakter von Mr. Banks wurde den Vorstellungen des edwardianischen Zeitalters über die Rolle des „Herrn des Hauses“ angepasst. Das Engagement seiner Frau als Frauenrechtlerin kommt im Buch nicht vor und wäre 1934 auch nicht zeitgerecht. Auch Mary Poppins’ Freund Bert spielt im Buch keine zentrale Rolle und trifft dort nur selten mit den Kindern zusammen. Bert ist generell mehr eine Figur aus dem Film, dabei wurden mehrere Personen aus den Büchern zu einer kombiniert.
Das Buch hat keine durchgehende Handlung; vielmehr ist es eine Sammlung von Kurzgeschichten, von denen nur wenige verwendet wurden (Ankunft, Marys Ausflug mit Bert in das Straßengemälde – im Buch ohne die Kinder –, Onkel Alberts Teeparty, die Szenen mit der Vogelfrau und die Abreise). Travers war mit dieser Verfilmung nicht zufrieden. Ihr missfiel die Umsetzung als Musikfilm, die eingefügten Trickfilmfigurensequenzen und auch Darsteller Dick Van Dyke; insgesamt fand sie die Handlung zu süßlich. Doch der Vertrag mit Disney gab ihr keine Möglichkeit, am fertigen Film noch Änderungen durchzusetzen. Die Besetzung von Julie Andrews aber wurde von Travers nach einem persönlichen Telefongespräch mit Andrews akzeptiert.

## Lieder im Film
deutsche Liedtitel gem. Soundtrack-LP Electrola Disneyland-Serie SME 83 928 (1964)
- „Ouvertüre“ (Vorspannmusik, in der die Themen von „Feed the Birds“, „A Spoonful of Sugar“, „Chim Chim Cher-ee“ und „Supercalifragilisticexpialidocious“ anklingen)
- „Sister Suffragette“ (Wir sind die Kämpfer fürs Frauenrecht) – Glynis Johns, Hermione Baddeley und Reta Shaw, mit gesprochenen Unterbrechungen von Elsa Lanchester.
- „The Life I Lead“ (Ich bin voll Stolz – und bin zutiefst zufrieden) – David Tomlinson (später wiederholt von Julie Andrews)
- „The Perfect Nanny“ (Willst Du diese Stellung haben) – Karen Dotrice und Matthew Garber
- „A Spoonful of Sugar“ (Wenn ein Löffelchen voll Zucker) – Julie Andrews
- „Pavement Artist“ (Chim, Chiminey, ich tu was mich freut und mich freut, was ich tu) – Dick Van Dyke (Variation des „Chim-Chim-Cheree“-Themas)
- „Jolly Holiday“ (Ist das ein herrlicher Tag) – Dick Van Dyke und Julie Andrews, mit Thurl Ravenscroft, Marni Nixon, Paul Frees und anderen
- „Supercalifragilisticexpialidocious“ (Supercalifragilisticexpialigetisch) – Julie Andrews und Dick Van Dyke mit J. Pat O’Malley und anderen
- „Stay Awake“ (Bleibt schön wach und schlaft nicht ein) – Julie Andrews
- „I Love to Laugh“ (Ich lach so gern) – Dick Van Dyke, Julie Andrews und Ed Wynn
- „A British Bank“ (Es muss ’ne Bank geordnet und präzis’ sein) – David Tomlinson, Julie Andrews (Reprise von „The Life I Lead“)
- „Feed the Birds (Tuppence a Bag)“ (Täglich schon früh (Füttert die Vögelchen)) – Julie Andrews (Walt Disneys Lieblingslied im Film)
- „Fidelity Fiduciary Bank“ (Willst Du zwei Pennies sparen) – Dick Van Dyke, David Tomlinson und anderen
- „Chim-Chim-Cheree“ (Chim Chim Cheree) – Dick Van Dyke und Julie Andrews (gewann den Oscar in der Kategorie „Best Original Song“; „chimney sweep“ = Schornsteinfeger)
- „Step in Time“ (Schritt und Tritt) – Dick Van Dyke
- „A Man Has Dreams“ (Es träumt ein Mann, er wäre sehr erfolgreich) – David Tomlinson und Dick Van Dyke; dies ist eine langsamere Fassung von „The Life I Lead“, die auch eine Variation von „A Spoonful of Sugar“ enthält
- „Let’s Go Fly a Kite“ (Für zwei Pennies Papier schon genügt) – Glynis Johns, David Tomlinson, Dick Van Dyke und anderen (auf dem engl. Soundtrack heißt es „and Londoners“)

## Synchronisation
Unter Leitung von Eberhard Cronshagen entstand 1964 die deutsche Synchronfassung bei Simoton Film, Berlin. Als Chöre in der deutschen Synchronfassung wurden eingesetzt: Die Floridas, Die Moonlights, Die Monacos.
| Rolle                     | Darsteller        | Deutsche Synchronstimme              |
| ------------------------- | ----------------- | ------------------------------------ |
| Mary Poppins              | Julie Andrews     | Uta Hallant; Gesang: Monika Dahlberg |
| Bert der Schornsteinfeger | Dick Van Dyke     | Harry Wüstenhagen                    |
| Mr. George Banks          | David Tomlinson   | Friedrich Schoenfelder               |
| Mrs. Winifred Banks       | Glynis Johns      | Käthe Jaenicke                       |
| Jane Banks                | Karen Dotrice     | Karin Rother                         |
| Michael Banks             | Matthew Garber    | Frank Turba                          |
| Katie Nanna               | Elsa Lanchester   | Elfe Schneider                       |
| Onkel Albert              | Ed Wynn           | Klaus W. Krause                      |
| Ellen, Dienstmädchen      | Hermione Baddeley | Inge Landgut                         |
| Admiral Boom              | Reginald Owen     | Paul Wagner                          |
| Constable Jones           | Arthur Treacher   | Eduard Wandrey                       |
| Mrs. Brill, Köchin        | Reta Shaw         | Erna Haffner                         |
| Mr. Dawes Jr.             | Arthur Malet      | Herbert Weißbach                     |
| Mr. Dawes Sr.             | Dick Van Dyke     | Robert Klupp                         |
| Mr. Binnacle              | Don Barclay       | Richard Handwerk                     |

## Sonstiges
- Der Film kam zwei Tage nach seiner Premiere in Los Angeles am 29. August 1964 in die Kinos der Vereinigten Staaten.
- In Deutschland startete er am 22. Oktober 1965 in den Kinos und in Österreich am 10. Dezember 1965.
- Es war der erste Kinofilm mit Julie Andrews. Disney engagierte sie, nachdem er sie bei einer Aufführung des Musicals Camelot gesehen hatte. Andrews nahm die Rolle aber erst an, nachdem sie zu ihrer Enttäuschung erfahren hatte, dass Studioboss Jack L. Warner sie bei der Vergabe der Rolle der Eliza Doolittle im gleichzeitig gedrehten Musical My Fair Lady wegen ihres damals noch weitgehend unbekannten Namens übergangen und stattdessen Audrey Hepburn engagiert hatte. Andrews hatte die Eliza vorher sehr erfolgreich sechseinhalb Jahre am Broadway gespielt (an der Seite von Rex Harrison als Professor Henry Higgins, den er auch im Film mimte). Genugtuung erntete sie schließlich, als sie bei der Oscarverleihung 1965, für die Hepburn nicht einmal eine Nominierung erhalten hatte, sogar die Auszeichnung für die beste weibliche Hauptrolle bekam.
- Die Episode mit dem Sprung in das Gemälde ist eine Mischung aus Real- und Trickfilm. Nachdem die Szenen mit den Schauspielern gedreht waren, fügten Disneys Trickfilmzeichner ihre Figuren ein.
- Dick Van Dyke spielte im Film eine gut versteckte Doppelrolle, einmal als Multitalent Bert und einmal, durch seine Maske kaum zu erkennen, als seniler Bankchef Mr. Dawes sr. Im Original spricht er auch beide Rollen, in der deutschen Fassung wurde Dawes sr. von Robert Klupp gesprochen. Im Abspann wird der Name bei der zweiten Rolle als Navckid Keyd angezeigt und durch Animation zum richtigen Namen Dick Van Dyke gewirbelt.
- Julie Andrews’ Zungenbrecher „Supercalifragilisticexpialidocious“ wurde auf einer deutschen Single u. a. auch von Chris Howland unter dem Titel Superkalifragilistisch Expiallegorisch (Ariola 18692AT) veröffentlicht.
- Bei der Herstellung wurde mit dem Sodium Vapor Process als Trickmontagetechnik gearbeitet.
- P. L. Travers, die Autorin von Mary Poppins, lebte im Modeviertel von Bloomsbury, als sie in ihren Zwanzigern zum ersten Mal nach London zog. Sie ließ sich später in Chelsea nieder, einem anderen wohlhabenden Teil der Stadt. Ihr Buch Mary Poppins wurde 1934 veröffentlicht, und Travers schrieb dann über fünfzig Jahre acht Bücher. Die prächtigen Gebäude, großen Häuser, grünen Parks und historischen Wahrzeichen der Londoner Gebiete, in denen die Autorin lebte und arbeitete, bilden den Hintergrund für die Filme, die auf ihren Büchern basieren.

## Auszeichnungen
Der Film war bei der Verleihung im Frühjahr 1965 in dreizehn Kategorien für einen Oscar nominiert und in fünf davon erfolgreich: Julie Andrews erhielt den Preis als beste Schauspielerin in einer Hauptrolle, Peter Ellenshaw, Hamilton Luske und Eustace Lycett für die Spezialeffekte, Cotton Warburton für den Filmschnitt und Richard M. Sherman und Robert B. Sherman für den besten Filmsong und die beste Filmmusik. Der Film wurde 1965 u. a. mit dem British Film Academy Award, dem Golden Globe sowie dem Grammy für die Filmmusik ausgezeichnet. 2013 wurde der Film in das National Film Registry aufgenommen.

## Kritiken zum Film
- „Der märchenhafte Stoff der englischen Kinderbuchautorin Travers wird in der Disney-Produktion zu einem Showmusical in reicher Ausstattung; effektvolle Tricks, groteske Komik, schwungvolle Tanzeinlagen und einige inzwischen zu Klassikern gewordene Songs sorgen für gelungene Familienunterhaltung.“ – Lexikon des internationalen Films[2]
- „Eine bezaubernde Oase von unbeschwerter Heiterkeit.“ – Die Welt, Hamburg
- „‚Mary Poppins‘, einer der größten Publikumserfolge der 1960er Jahre, bezaubert auch heute noch mit seinen beschwingten Melodien und atemberaubenden Trickaufnahmen, eine Kombination von Realaufnahmen und Zeichentrickanimation. Die berühmteste Szene ist ohne Zweifel die legendäre Schornsteinfeger-Tanzsequenz, zu der Julie Andrews den Ohrwurm ‚Chim-Chim-Cheree‘ singt.“ – Das große TV Spielfilm Filmlexikon[3]
- „‚Supercalifragilistischexpialigorisch‘ so einfach geht das Zauberwort, an dem sich Millionen begeisterter Zuschauer die Zunge brachen. Im Nu hat das Disney-Musical ‚Mary Poppins‘ […] in den Sechzigerjahren die Herzen aller Großen und Kleinen erobert. […] Schwungvolle Tanzeinlagen, mitreißende Lieder und eine gewitzte Nanny machten dieses Musical zum größten Erfolg der Disney-Studios.“ – Prisma-Filmdatenbank[4]

## Weitere Produktionen auf der Grundlage des Films

### Musical

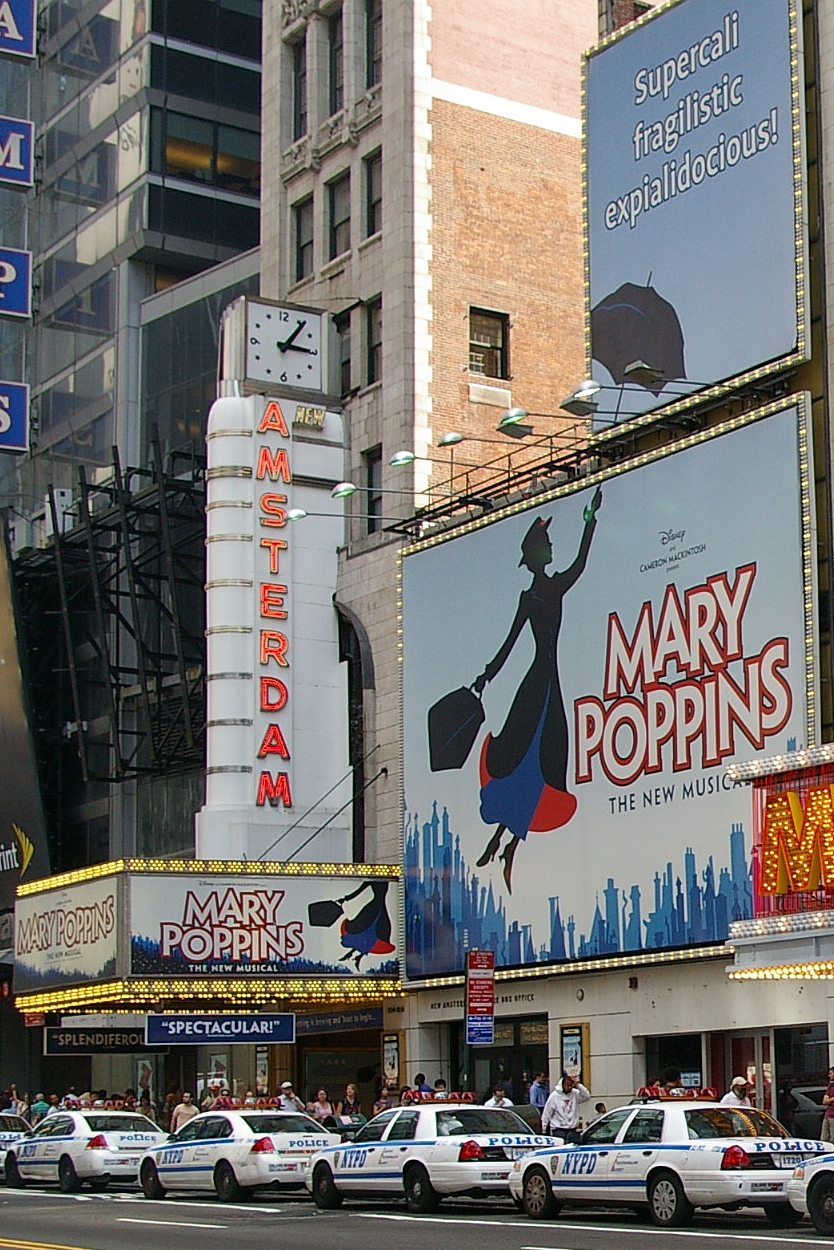
Mary-Poppins-Musical am Broadway: Reklametafeln am New Amsterdam Theatre in New York (2008)

Vom 15. Dezember 2004 bis zum 12. Januar 2008 lief im Londoner Prince Edward Theatre sehr erfolgreich ein Mary-Poppins-Musical, das auf dem Filmdrehbuch basiert und die Filmmusik verwendet. Es enthält zusätzliche Sequenzen aus dem Buch, die im Film nicht verwendet wurden. Bei der Premiere spielten Laura Michelle Kelly als Mary Poppins und Gavin Lee als Bert. Später wurden sie durch Lisa O’Hare (Mary Poppins) und Gavin Creel (Bert) ersetzt.
Das Musical lief vom 16. November 2006 bis März 2013 im New Amsterdam Theatre am Broadway in New York. Bei der Premiere übernahm wie in London Gavin Lee die Rolle des Bert; Mary Poppins hingegen wurde von Ashley Brown verkörpert. Beide schieden Anfang Oktober 2008 aus der Darstellerriege aus; ihre Nachfolger waren Scarlett Strallen (Mary) und Bert Fiorentino (Bert). Seit Oktober 2009 verkörpert Laura Michelle Kelly die Rolle der Mary Poppins, die sie schon bei der Londoner Premiere 2004 gespielt hatte. Als Bert trat ihr im Oktober 2009 zunächst Christian Borle zur Seite; seit dem 24. August 2010 ist Gavin Lee, ihr Londoner Premierenpartner, wieder am Broadway als Bert zu sehen.
Im Frühjahr 2010 feierte die niederländische Fassung des Musicals im Circustheater Scheveningen Premiere; von Oktober 2014 bis Januar 2016 wurde die Show im Wiener Ronacher erstmals in deutscher Sprache gezeigt. Zwischen Herbst 2016 und Januar 2018 war die Show in Stuttgart zu sehen. Zwischen dem Frühjahr 2018 und August 2019 wurde sie in Hamburg aufgeführt.
Neben den bekannten Liedern aus dem Film sind einige neue Titel enthalten. Dafür fehlen aber auch einige wenige Lieder aus dem Film, ein Beispiel hierfür ist „I Love To Laugh“. Einige der bekannten Lieder kommen zu anderen Gelegenheiten vor als im Film. Zum Beispiel gibt es im Musical die Szene mit dem Karussellpferdchenrennen nicht. Der dazugehörende Song Supercalifragilisticexpialidocious (im Deutschen als Superkalifragilistischexpiallegorisch oder auch -allegetisch übersetzt) wird zu einer anderen Szene gesungen. Die Handlung des Musicals ist näher an den Büchern als am Film.

### Eine verblüffend schlaue Katze
Im Jahr 2004 trat Julie Andrews in dem zehnminütigen, animierten Film mit Live-Sequenzen Eine verblüffend schlaue Katze (The Cat That Looked at a King) auf, der von den DisneyToon-Studios für die 40-jährige Jubiläumsausgabe des Films produziert und als Bonus auf der entsprechenden DVD veröffentlicht wurde. Der Film basiert auf einem Ausschnitt aus P. L. Travers’ Buch Mary Poppins öffnet die Tür und kann somit als Quasi-Minifortsetzung des originalen Films angesehen werden.
Der Film spielt zu Beginn des 21. Jahrhunderts, als zwei englische Kinder auf der Straße eine Kreidezeichnung ansehen, und zwar an genau der Stelle, an der sie Bert im Kinofilm gemalt hatte. Für diese Szene wurde die Kulisse von London des originalen Films (die in einem Lagerhaus erhalten blieb) noch einmal verwendet.
Die modern gekleidete Julie Andrews begrüßt die Kinder und nimmt sie mit in das Bild, wo sie eine moralisierende Geschichte erleben. Ob Julie Andrews nun tatsächlich eine moderne Fassung der Mary Poppins spielt, bleibt allerdings der Vorstellungskraft des Zuschauers überlassen.
Unter den Sprechern des Films ist in der Rolle der Herzogin Sarah Ferguson zu hören, ebenso die Stimmen von David Ogden Stiers und Tracey Ullman.
Auf Disney+ ist der Kurzfilm unter dem Titel Die Katze, die den König ansah zu finden. Im Gegensatz zur DVD-Ausgabe fehlt hier jedoch die deutsche Synchronfassung.

### Saving Mr. Banks
2012 wurde bekannt, dass Walt Disney Pictures einen Making-of-Spielfilm Saving Mr. Banks produziert. Der Film handelt vom Bemühen Walt Disneys, die Filmrechte von der eigenwilligen Autorin zu bekommen, und von der Arbeit am Filmmusical selbst. Dazwischen werden immer wieder Kindheitserinnerungen der Autorin eingestreut, die Parallelen zu den Mary-Poppins-Geschichten aufzeigen. Regie führte John Lee Hancock, das Drehbuch stammt von Sue Smith und Kelly Marcel. Die Rolle Walt Disneys übernahm Tom Hanks, der sich zur Vorbereitung auf die Rolle mit Verwandten von Disney getroffen hatte. Pamela Travers wird von Emma Thompson gespielt und Julie Andrews von Victoria Summer. Gedreht wurde teilweise in den Walt-Disney-Studios und im Disneyland in Los Angeles. Der deutsche Kinostart war am 6. März 2014.

### Mary Poppins’ Rückkehr
Im Dezember 2018 kam Mary Poppins’ Rückkehr, die Fortsetzung von Mary Poppins in die Kinos. Der Film basiert ebenfalls auf einem Roman von P. L. Travers. In Mary Poppins’ Rückkehr führte Rob Marshall Regie, das Drehbuch schrieb David Magee. Emily Blunt spielt die Titelrolle und Lin-Manuel Miranda ihren Freund Jack, Dick Van Dyke hat eine Nebenrolle. Michael Banks lebt mit seinen drei Kindern immer noch im Kirschbaumweg, seine Schwester Jane ist zu Besuch. Nach einem schweren persönlichen Verlust bekommen sie Besuch von Mary Poppins. Sie hilft der Familie aus der Krise, unterstützt von ihrem Freund Jack.

## Medien

### DVD
- Mary Poppins (Walt Disney Meisterwerke), 1999
- Mary Poppins (Special Collection), 2003
- Mary Poppins (Special Edition, 2 Disc DVD-Set), 2006
- Mary Poppins (Special Collection) (2-Disc-DVD-Set im Steelbook), Walt Disney Studios Home Entertainment, 2008
- Mary Poppins – Zum 45. Jubiläum (Special Collection), 2 Disc DVD-Set, Walt Disney Studios Home Entertainment, 2009
- Mary Poppins (+ Audio-CD) [Limited Edition], 2 Disc DVD-Set, Walt Disney Studios Home Entertainment, 2013

### Blu-ray
- Mary Poppins – Jubiläumsedition, Walt Disney Studios Home Entertainment, 2014

### Filmmusik
- Richard M. Sherman, Robert B. Sherman, Irwin Kostal: Mary Poppins. 2-Disc-Special-Edition. Walt Disney Records, Burbank 2004, Tonträger-Nr. 61202-7 – digital remasterte Originaleinspielung der Filmmusik unter der Leitung von Irwin Kostal; enthält zusätzlich unter anderem Auszüge aus den Drehbuch-Besprechungen mit Pamela L. Travers sowie Erinnerungen der Gebrüder Sherman.